# Frederick Reines
Frederick Reines (16 mars 1918 - 26 août 1998) est un physicien américain. Il est lauréat de la moitié du prix Nobel de physique de 1995 « pour la détection du neutrino » et « pour des expérimentations pionnières en physique des leptons ».

## Biographie
Reines naît à Paterson de parents émigrés de Russie. Il est le plus jeune enfant de quatre. Ses parents déménagent d'abord dans l'État de New York, où son père tient un magasin, puis à North Bergen et enfin à Union City. Reines, enfant et adolescent, s'investit dans de nombreuses activités extra-scolaires : chorales, scoutisme, éditeur en chef du journal de son école. À côté de sa carrière scientifique, il continue le chant et dans les années 1960, il chantera sous la supervision de George Szell à l'orchestre de Cleveland.
Reines passe son M.S. au Stevens Institute of Technology à Hoboken et son Ph.D. à l'université de New York. En 1940 il se marie avec Sylvia Samuels (1917-2006).

## Recherches
En 1944, Reines commence à travailler dans l'équipe de Richard Feynman au Laboratoire national de Los Alamos où il devient chef de groupe en 1945. Au début des années 1950, il travaille au Laboratoire national de Hanford où il développe avec Clyde Cowan la technique de détection de neutrinos qui aboutit en 1956 à la première détection de neutrinos. L'existence des neutrinos a été proposé 20 ans auparavant par Wolfgang Pauli pour expliquer la perte d'énergie apparente lors d'une désintégration β-. À partir de 1950, Reines dédie sa carrière à l'étude des propriétés des neutrinos, son travail influence toute une génération de chercheurs incluant la détection des neutrinos émis par la supernova SN 1987A.
Reines prend la tête du département de physique de l'université Case Western Reserve de 1959 à 1966, puis il quitte l'Ohio pour la toute nouvelle université de Californie à Irvine (UCI) en emmenant la plus grande partie de son équipe dans ses bagages. À l'UCI, Reines étend les recherches de certains de ses étudiants au développement de détecteurs de radiations utilisés en médecine pour mesurer la quantité totale de radiation délivrée au corps humain lors de traitements par irradiations.
En 1983, Reines reçoit la National Medal of Science. En 1995, il reçoit conjointement avec Martin Lewis Perl le prix Nobel de physique « pour des contributions expérimentales pionnières en physique des leptons », Reines recevant la moitié du prix « pour la détection du neutrino ». Il est aussi membre de la National Academy of Sciences.
Il meurt en 1998 à l'âge de 80 ans. Son épouse Sylvia est morte en 2006.